# Invarianza (traduzione)
Nella scienza della traduzione, l'invariante  indica l'informazione da preservare – nell'entropia, e rispetto a un dato sistema di riferimento – nel passaggio da un codice all'altro; ricordando appunto che «le traduzioni sono sostituzioni di segni codificanti un messaggio mediante segni di un altro codice (Lûdskanov 2008:7).
Questa definizione – parafrasi delle parole di Lûdskanov – vale per tutti i tipi di traduzione. Un passaggio tra testi che non abbia alcuna variazione esiste unicamente sotto forma di copia;  all'inverso, un passaggio tra testi che non presenti alcuna componente invariante non può configurarsi come traduzione – nel metatesto (il testo finale) non resterà alcuna traccia del prototesto.
L'approccio semiotico di Lûdskanov alla traduzione ha il grande vantaggio di chiarire che non può esserci una traduzione completa. Inoltre, stante la necessità di lasciare un residuo, è doveroso stabilire delle priorità per quanto riguarda la trasmissione di una parte del prototesto, ossia quella parte da preservare nel passaggio tra cultura emittente e cultura ricevente: l'informazione invariante.
Ogni interpretazione del testo a livello di struttura profonda tenta di cogliere l'invariante funzionale. La prima fase del processo traduttivo è proprio il tentativo di cogliere tale invariante, per poi cercare di conservarla, esprimerla, riprodurla. All'invariante funzionale del testo si adegua il concetto di invariante stilistica che arricchisce di nuovi elementi il repertorio stilistico della cultura ricevente.

## Invariante semantica e invariante intertestuale
Da tempo viene portato avanti il dibattito in merito alla molteplicità delle interpretazioni del testo e se questa sia data dalla situazione comunicativa nella quale si alternano i riceventi, oppure se i presupposti della polisemia siano insiti nella struttura del testo. Igor Hrušovský ritiene che "ogni fatto o artefatto compiuto possa contenere una moltitudine di strutture, ossia possa manifestarsi in modo polistrutturale. Nell'artefatto, in condizioni armoniose, si possono realizzare substrutture potenziali o virtuali. Il ricevente ne coglie ora una, ora un'altra. La polistrutturalità del testo verbale può esistere grazie all'opposizione delle varianti e dell'invariante" (Hrušovský 1969).
Nella modellizzazione del metatesto si può usare l'opposizione tra elementi varianti e invarianti. Difatti in generale si può affermare che, in rapporto al prototesto, il metatesto tende a essere il trasferimento (diretto o indiretto) del nucleo invariante del significato. I traduttori sono giunti al presupposto che esista l'invariante semantica del testo (elementi semantici costanti, fondamentali, invarianti del testo) per via empirica; tra le osservazioni più importanti si annoverano quelle di Jozef Felix, il quale sostiene la presenza di significati superficiali e profondi per quanto riguarda la semantica del testo; concetto questo trasferibile alla struttura di qualsiasi metatesto.
Rimandare a strati funzionali del testo non significa altro se non cercare la sua invariante funzionale. Volendo si potrebbe dimostrare l'esistenza dell'invariante nel testo anche attraverso la condensazione sperimentale della sua semantica, ossia dei significati. L'esistenza di questo nucleo di significati costanti rende possibile l'attualizzazione del lettore, o quella del traduttore, o anche le trasformazioni, la nascita delle varianti.
Il concetto di "informazione estetica invariante" risulta fondamentale nella scienza della traduzione. Ogni testo ha al suo interno, oltre alla polisemia, un nucleo fondamentale di significato con cui partecipa allo sviluppo. Dell'esistenza di questo nucleo di significato convince il fatto stesso della traduzione, processo grazie al quale avvengono cambiamenti e modifiche del suddetto significato. Senza l'invariante tra testi, dunque, non si potrebbe parlare di cambiamenti traduttivi perché la traduzione sarebbe soltanto una copia del testo.
L'invariante intertestuale (nucleo di significato comune a due o più testi) esiste sulla base del rimando interculturale ed è da considerarsi come l'incrocio della semantica del metatesto con la semantica del prototesto, mentre è variante la parte della traduzione soggetta a modifiche (omissioni, aggiunte), attuate prevalentemente nel campo della forma e dei mezzi espressivi. La relazione prototesto-metatesto può quindi essere descritta come relazione invariante-variante, in quanto durante la creazione del metatesto, l'invariante originaria del prototesto subisce modifiche e, di conseguenza, certe qualità del prototesto e del metatesto vanno perdute, mentre altre vengono acquisite.

## L'invariante e le scelte del traduttore
Nel trasferimento delle situazioni stilistiche del prototesto nella cultura ricevente il traduttore ha a disposizione le seguenti possibilità:
- il traduttore riproduce stilisticamente in modo adeguato l'invariante semantica del prototesto – si ha una corrispondenza  funzionale e strutturale degli elementi immaginativi di prototesto e metatesto;
- il traduttore dispone dei mezzi corrispondenti per ricreare l'invariante del prototesto, ma decide di accentuare altri elementi stilistici, conferendo altre informazioni estetiche – rafforzamento dell'espressività del prototesto;
- il cosiddetto 'cambiamento negativo' – il traduttore impoverisce e semplifica lo stile del prototesto;
- il traduttore, non avendo a disposizione i mezzi per riprodurre i segni del prototesto, attinge a mezzi alternativi – attua diverse trasformazioni traduttive che prendono il nome di 'sostituzioni'.